# Шмакова Балка
Шма́кова Ба́лка — деревня в Лысогорском районе Саратовской области. Входит в состав Большекопенского муниципального образования. Основана в 1723 году.

## География
Деревня находится на расстоянии примерно 39 км (по прямой) к югу от посёлка городского типа Лысые Горы, административного центра района.

### Часовой пояс
Деревня Шмакова Балка, как и вся Саратовская область, находится в часовой зоне МСК+1. Смещение применяемого времени относительно UTC составляет +4:00.

## Население
| 2010 |
| ---- |
| 0    |